# Sable-Island-Nationalpark
Der Sable-Island-Nationalpark (englisch Sable Island National Park Reserve of Canada, französisch Réserve de parc national du Canada de l'Île-de-Sable) ist ein im Juni 2013, als 43., eingeweihter kanadischer Nationalpark in der Provinz Nova Scotia. Er wird von Parks Canada verwaltet und liegt auf Sable Island, etwa 300 Kilometer südöstlich von Halifax im Atlantik. Abweichend von den meisten anderen kanadischen Nationalpark trägt er den Zusatz Reserve. Dieser Zusatz ergibt sich aus anderen Nutzungsrechten für die lokalen Indigene Völker.
Der heutige englische Name der Insel geht auf das französische l'île de Sable, auf deutsch Sandinsel, zurück.

## Schutz
Die Insel wird unter anderem durch den unter dem Canada Shipping Act geschützt, das bedeutet, dass Besucher eine Erlaubnis der kanadischen Küstenwache benötigen, um die Insel zu besuchen. Der Zutritt zur Insel und zum Nationalpark ist nicht kostenfrei. Die Landeberechtigungen für einen Hubschrauber oder ein Wasserflugzeug kosten zwischen 200 und 500 C $ und eine Übernachtung 300 C $. Die Einrichtung des Parks führte dazu, dass im Umkreis von einer nautischen Meile nicht nach Erdöl oder Erdgas gesucht werden darf.

## Geschichte
Die niedergeschriebene Geschichte der Insel reicht zurück bis ins 16. Jahrhundert. Die Lage der Insel in einer wichtigen Schifffahrtsroute führte 1801 dazu, dass auf der Insel eine Lebensrettungsstation eingerichtet und später weiter ausgebaut wurde. Erst im Jahre 1958 wurde die Station aufgegeben. Der Betrieb dieser Seerettungsstation wurde im Jahr 2021 von der kanadischen Bundesregierung zu einem „nationalen historischen Ereignis“ erklärt. 1873 wurde der erste Leuchtturm auf der Insel gebaut. Die damaligen Gebäude sind auch heute teilweise noch in Nutzung und beherbergen Einrichtungen des Nationalparks sowie des Meteorological Service of Canada.

## Flora und Fauna
Der Insel fehlt es an Bäumen. Sie ist stattdessen mit Strandhafer und anderer niedrig wachsender Vegetation bedeckt. Um die Bodenerosion zu verringern, pflanzte die kanadische Bundesregierung im Jahr 1901 über 80.000 Bäume. Keiner der Bäume konnte sich halten und alle starben ab. Aus einer nachfolgenden Anpflanzung im Jahr 1960 überlebte nur eine einzige Kiefer. Obwohl schon 50 Jahre alt ist sie nur ein paar Meter hoch.
Die Insel ist heute die Heimat von etwa 400 Sable Island Ponys. Sie stehen bereits seit 1961 unter Schutz. Weiterhin sind auf der Insel mehrere große Brutkolonien ansässig. Unter anderem finden sich dort die Küstenseeschwalbe und die Spatzenart Ipswich Spatz. Viele andere Arten sind hier ansässig, brüten oder nutzen die Insel auf ihrer Wanderung als Rastplatz.
Weiterhin ist die Insel Heimat unter anderem von Seehunden und westatlantischen Kegelrobben. Sie bringen hier im Frühjahr auch Nachwuchs zur Welt. Gejagt werden Seehunde und Robben dabei vom Grönlandhai.